# وارين إس. وارين
ارين إس. ارين (بالإنجليزية: Warren S. Warren)‏ هو كيميائي أمريكي، ولد في 16 أغسطس 1955 في ديترويت في الولايات المتحدة.